# Гулдс
Гулдс (англ. Goulds) — статистически обособленная местность, расположенная в округе Майами-Дейд (штат Флорида, США) с населением в 7453 человека по статистическим данным переписи 2000 года.

## География
По данным Бюро переписи населения США статистически обособленная местность Гулдс имеет общую площадь в 7,77 квадратного километра, водных ресурсов в черте населённого пункта не имеется.
Статистически обособленная местность Гулдс расположена на высоте 3 м над уровнем моря.

## Демография
По данным переписи населения 2000 года в Гулдсe проживало 7453 человека, 1762 семьи, насчитывалось 2214 домашних хозяйств и 2367 жилых домов. Средняя плотность населения составляла около 959,2 человека на один квадратный километр. Расовый состав населённого пункта распределился следующим образом: 15,22 % белых, 78,13 % — чёрных или афроамериканцев, 0,17 % — коренных американцев, 0,54 % — азиатов, 0,01 % — выходцев с тихоокеанских островов, 2,46 % — представителей смешанных рас, 3,48 % — других народностей. Испаноговорящие составили 16,36 % от всех жителей статистически обособленной местности.
Из 2214 домашних хозяйств в 45,5 % воспитывали детей в возрасте до 18 лет, 31,5 % представляли собой совместно проживающие супружеские пары, в 41,2 % семей женщины проживали без мужей, 20,4 % не имели семей. 15,7 % от общего числа семей на момент переписи жили самостоятельно, при этом 5,2 % составили одинокие пожилые люди в возрасте 65 лет и старше. Средний размер домашнего хозяйства составил 3,37 человека, а средний размер семьи — 3,72 человека.
Население статистически обособленной местности по возрастному диапазону по данным переписи 2000 года распределилось следующим образом: 38,4 % — жители младше 18 лет, 10,9 % — между 18 и 24 годами, 25,1 % — от 25 до 44 лет, 16,3 % — от 45 до 64 лет и 9,2 % — в возрасте 65 лет и старше. Средний возраст жителей составил 26 лет. На каждые 100 женщин в Гулдсe приходилось 86,8 мужчины, при этом на каждые сто женщин 18 лет и старше приходилось 77,3 мужчины также старше 18 лет.
Средний доход на одно домашнее хозяйство статистически обособленной местности составил 19 633 доллара США, а средний доход на одну семью — 21 728 долларов. При этом мужчины имели средний доход в 23 165 долларов США в год против 20 017 долларов среднегодового дохода у женщин. Доход на душу населения статистически обособленной местности составил 19 633 доллара в год. 37,6 % от всего числа семей в населённом пункте и 43,6 % от всей численности населения находилось на момент переписи населения за чертой бедности, при этом 56,6 % из них были моложе 18 лет и 32,3 % — в возрасте 65 лет и старше.